# 太陽の下で -真実の北朝鮮-

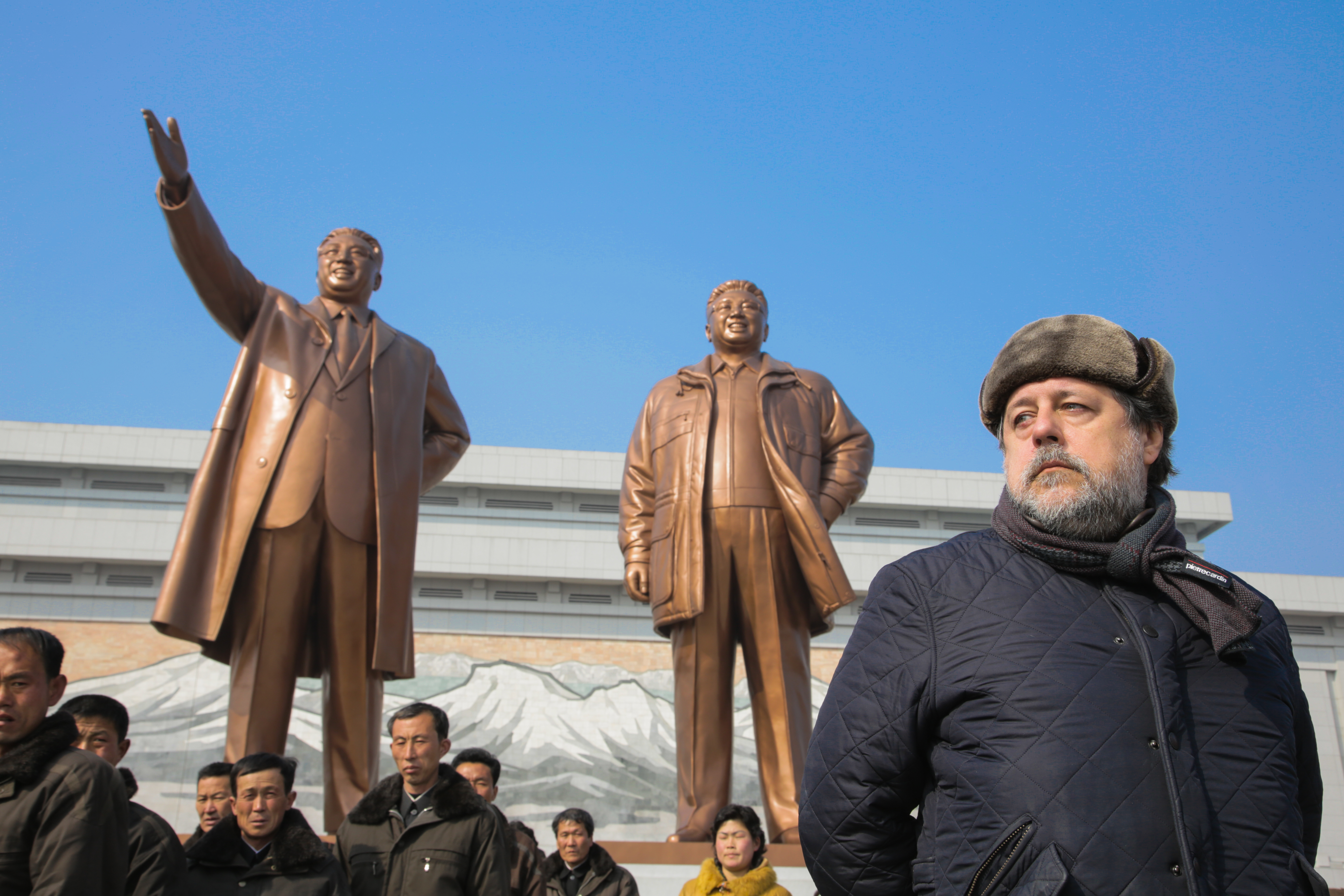
北朝鮮で本作品撮影中のマンスキー

『太陽の下で -真実の北朝鮮-』（たいようのしたで しんじつのきたちょうせん、露: В лучах Солнца、英: Under the Sun）は、2015年製作のロシアのドキュメンタリー映画。

## 概要
当初、本作はロシアのドキュメンタリー映画監督ヴィタリー・マンスキーと北朝鮮当局の共同制作で1年の期間をかけて、2014年の撮影当時は8歳だった少女リ・ジンミ（리진미）が「朝鮮少年団」に入団し、故・金日成（キム・イルソン）主席の誕生日である太陽節を祝う行事を準備する過程を記録する映画として撮影が始まった。
しかし、それが全て北朝鮮当局による演出（朝鮮労働党による指導）であることに気づいたマンスキー監督は制作方針を変更し、撮影前後に密かにカメラの録画スイッチを入れたまま放置し、北朝鮮当局が演出している様子を捉えた映画に作り上げた。

## 反応
韓国では、“태양 아래（テヤン・アレ）”のタイトルで2016年4月27日から公開され、5月5日には、朴槿恵大統領（当時）が脱北者約50人を招待してソウル市内の映画館で鑑賞、「（韓国の）子どもの日を迎え、夢を失って苦労して生きる北の子どもを我々が見守っていかなければいけないということを改めて感じることができた」「北が核開発を放棄し、北の住民と子どもの生活に関心を向ける契機になればいい」「多くの国民がこの映画を見て、変化に率先していくことを望む」と語った。

## その後
作品の主人公リ・ジンミは、2016年5月10日に平壌市の金日成広場で開催された群衆大会で、金正恩朝鮮労働党委員長に花束を渡す役（花童）（화동）を務めたことが、テレビ映像で確認された。また、2018年9月18日に南北首脳会談のため平壌国際空港へ到着した韓国の文在寅大統領に花束を渡した少女は、ジンミと顔が似ているのではないかとの指摘もあった。